# Слов'яно-греко-латинська академія
Слов'я́но-Гре́ко-Лати́нська Акаде́мія, Спаські школи — перший у Росії вищий навчальний заклад. Академію заснували 1687 року при Заіконоспаському монастирі в Москві — з ініціативи видатного педагога, просвітника й поета, випускника Києво-Могилянської академії Симеона Полоцького.
До її складу увійшли «Елліно-грецькі схоли», відкриті в 1685 році при типографській школі в Богоявленському монастирі.
Реорганізацію школи у вищий навчальний заклад нового типу, за зразком Києво-Могилянської академії, здійснив вихованець Київського колегіуму, митрополит Рязанський і Муромський Стефан (Яворський), який став першим протектором академії.
По суті, московська слов'яно-греко-латинська академія була колонією Київської академії: з 1701 до 1762 року з Києва до Московської академії прибуло 95 викладачів і студентів.
За цей час з 21 ректора академії — 18 київські вчені, відповідно до 25 префектів — 23 вихованці Київської академії. Серед них такі відомі вчені та церковні діячі, як Феофан (Прокопович), Гавриїл (Бужинський), Гедеон (Вишневський), Феофілакт (Лопатинський), Платон (Малиновський). Академія багато важила у становленні вищої освіти в Російській імперії. У ній навчалися відомі поети та вчені В. Тредіаковський, М. Ломоносов, А. Кантемір, Ф. Волков та інші. 1814 року реорганізована у вищий духовний навчальний заклад.

## Ректори
Більшість ректорів у 18 столітті — українці. Серед них
- Іоанн (Козлович) — український богослов, духовний письменник.
- Інокентій Кульчицький — єпископ, місіонер.
- Лящевський Василь — архімандрит.
- Лопатинський Феофілакт — архієпископ.
- Вишневський Гедеон — архімандрит.
- Софроній Мигалевич — архімандрит.

## Викладачі
- Флоринський Кирило — архімандрит.
- Борковський Костянтин — ігумен
- Чарнуцький Феофан — єпископ.
- Могилянський Арсеній — Митрополит Київський.

## Випускники
- Болховитинов Євгеній — Митрополит Київський
- Ломоносов Михайло Васильович — вчений
- Виноградов Дмитро Іванович — хімік
- Магницький Леонтій Пилипович — математик
- Крашенінніков Степан Петрович — ботанік
- Баженов Василь Іванович — архітектор
- Тредіаковський Василь Кирилович — вчений